# Pražman yucatanský
Pražman yucatanský (Calamus campechanus) je paprskoploutvá ryba z čeledi mořanovití (Sparidae).
Druh byl popsán roku 1966 ichtyology Johnem E. Randallem a D. K. Caldwellem.

## Popis a výskyt
Maximální délka ryby je 21 cm.
Oválné a zploštělé tělo stříbřité barvy. Střídající se modré a žluté pruhy pod očima. Pět nevýrazných tmavých svislých pruhů na těle plus 2 další na kořeni ocasu. Nápadná černá skvrna na postranní čáře poblíž žaber.
Byla nalezena ve vodách západního Atlantiku: Sonda de Campeche (Yucatánský poloostrov), Nikaragua. Obývá mělké vody.